# دواء لاستيرويدي مضاد للالتهاب
مضادات الالتهاب اللاستيرويدية (NSAID) هي أدوية ذات مفعول مسكن وخافض للحرارة في الجرعات العادية وتكون لها تأثيرات مضادة للالتهاب في الجرعات العالية. ويستخدم مصطلح «لاستيرويدي» لتمييزها عن الأدوية الستيرويدية التي لديها تأثيرات (من بين تأثيرات عديدة أخرى) كابتة للإيكوزانويد ومضادة للالتهاب. مضادات الالتهاب اللاستيرويدية تمتاز على غيرها من مسكنات الآلام بأنها غير مخدرة لذلك فهي لا تسبب الإدمان.
ومن أكثر الأعضاء بروزاً في هذه المجموعة من الأدوية هو الأسبرين، الآيبوبروفين والنابروكسين وذلك يرجع جزئياً إلى أنهم أدوية بدون وصفة في العديد من البلدان. ولايعتبر الباراسيتامول عضواً في هذه المجموعة.
يقوم عمل هذا النوع من الأدوية على تثبيط عمل إنزيم يدعى: السايكلوأوكسيجنيز (بالإنجليزية: cyclooxygenase)‏ وهو الإنزيم المسؤول عن إنتاج البروستاجلاندين (بالإنجليزية: Prostaglandins)‏ والثرمبوأوكسوجنيز Thromboxane A2.
البروستاجلاندين Prostaglandins هي مركبات ينتجها الجسم وتعمل وظائف هامة للجسم منها: الإحساس بالألم، تثبيط إفراز الحمض المعوي، تحفيز إفراز الغشاء المخاطي المعوي، مركبات وسطية في الالتهابات، الحمى أو ارتفاع حرارة الجسم.
وبداية من عام 1829 عندما عُزل السالسين من لحاء الصفصاف الأبيض الذي كان يُستخدم كخافض للحرارة في الطب الشعبي، أصبحت مضادات الالتهاب اللاستيرويدية عاملاً رئيسياً في تسكين الألام (في الجرعات المنخفضة) وعلاج الالتهابات (في الجرعات العالية). وترجع شهرة مضادات الالتهاب اللاستيرويدية جزئياً - على عكس الأفيونات - إلى غياب التأثير المهدئ أو تثبيط التنفس لديها، كما أن احتمال تسبيبها للإدمان قليل جداً. ولكن لها مشاكلها أيضاً (انظر بالأسفل). وأصبحت بعض مضادات الالتهاب اللاستيرويدية، ومنها الإيبوبروفين والأسبرين، تُصنف كأدوية آمنة نسبياً وهي متاحة فوق الطاولة بدون وصفة طبية في بعض الدول.

## آلية العمل
تعمل معظم مضادات الالتهاب اللاستيرويدية كمثبطات غير انتقائية لأنزيم سيكلوأكسجيناز، فتثبط الأيزوزيمين السيكلوأكسجيناز-1 (COX-1) والسيكلوأكسجيناز-2 (COX-2). وتحفز إنزيمات السيكلوأكسجيناز تكوين البروسيتاغلاندينات والثرومبوكسان من حمض الأراكيدونيك (الذي يُشتق من الغشاء الخلوي بواسطة إنزيم الفيسفوليباز أ2). وإحدى وظائف البروستاغلاندينات العمل كجزيئات مرسالة في عملية الالتهاب. ووضح آلية عمل مضادات الالتهاب اللاستيرويدية العالم البريطاني جون روبرت فان، الذي حاز على جائزة نوبل فيما بعد. ويُحتمل أن يكون لأنزيم السيكلوأكسجيناز-3 المكتشف حديثاً نفس دور إنزيمات السيكلوأكسجيناز 1 و 2.

## أمثلة
يمكن تصنيف مضادات الالتهاب اللاستيرويدية طبقاً لبنيتها الكيميائية. فنجد أن أعضاء مجموعة من مضادات الالتهاب اللاستيرويدية لهم خواص وتحمل متشابه. وتوجد فروق طفيفة بين مضادات الالتهاب اللاستيرويدية في الفاعلية عند استخدامها بجرعات متساوية. كما ترتبط الفروق بين المركبات بنظام أخذ الجرعات (عمر النصف الحيوي)، طريقة التعاطي وتحمل الدواء.
ويدمج الباراسيتامول في بعض الأحيان مع مضادات الالتهاب اللاستيرويدية ولكنه ليس منهم وليس لديه أي خواص ملحوظة مضادة للالتهاب. وعلى الرغم من أن آلية عمله غير واضحة، ويُخمن بأن عدم امتلاكه لخواص مضادة للالتهاب يمكن أن يرجع إلى تثبيط السيكلوأكسجيناز أساساً في الجهاز العصبي المركزي[بحاجة لمصدر]. ويوجد بعض الجدل حول إذا كان الباراسيتامول يعمل خلال تثبيطه الأيزوفورم المُكتشف حديثاُ سيكلوأكسجيناز-3 (طالع بالأسفل). كما يفترض البعض أن مضادات الالتهاب اللاستيرويدية تعمل مركزيا على النخاع الشوكي[بحاجة لمصدر] وفي هذه الحالة تصبح آلية عملها غير واضحة المعالم وغامضة.
| - حمض أستيل سالسيليك - أموكسيبرين - بينوريلات - كولين ماغنيسيوم سالسيلات - ديفلونيزال - إثينزاميد - فايسلامين - ميثيل سالسيلات - مغنسيوم سالسيلات - سالسيل سالسيلات - سالسيل أميد | - ديكلوفيناك - أسيكلوفيناك - أسيميثاسين - برومفيناك - إتودولاك - كيتورولاك - إندوميتاسين - نابوميتون - أوكساميثازين - بروغلوميثازين - سولينداك - تولميتين | - إيبوبروفين - ألمينوبروفين - بينوكسابروفين (سُحب من الأسواق) - كاربروفين - ديكسيإيبوبروفين - ديكسكيتوبروفين - فينبوفين - فينوبروفين - فلونوكسابروفين - فلوربيبروفين - إيبوبروكسام - إندوبروفين - كيتوبروفين - لوكسوبروفين - حمض تيابروفينيك - نابروكسين |  |

| - بيروكسيكام - دروكسيكام - لورنوكسيكام - ميلوكسيكام - تونوكسيكام - أوكسابروزين - بيربروفين - سوبروفين - حمض ميفيناميك - حمض فلوفيناميك - حمض ميكلوفيناميك - حمض نولفيناميك | - فينيلبوتازون - أمبيرون - أزابروبازون - كلوفيزون - كيبوزون - ميتاميزول - موفيبوتازون - أوكسيفينبوتازون - فينازون - سلفينبيرازون | - سيلوكسيب (تحذير من هيئة الغذاء الأمريكية) - إتوريكوكسيب (سُحب بواسطة هيئة الغذاء الأمريكية) - لوميراكوكسيب (ألغي تسجيله في هيئة السلع الدوائية الأسترالية) - باريكوكسيب (سُحب بواسطة هيئة الغذاء الأمريكية) - روفيكوكسيب (سُحب من الأسواق ) - فالديكوكسيب [[سُحب من الأسواق) |  |

| - نيميسوليد (مُنع في العديد من البلدان لأحتمال تسببه في فشل كبدي) - ليكوفيلون - Omega-3 fatty acids)) يعمل الليكوفيلون بتثبيط إنزيم الليبوأكسجيناز والسيكلوأكسجيناز. |

## الاستعمال
تُوصف مضادات الالتهاب اللاستيرويدية لعلاج الحالات الحادة والمزمنة التي يكون فيها الألم والالتهاب حاضرين. ولا يزال هناك أبحاث عن مدى وقايتهم من سرطان القولون، وعلاج الحالات الأخرى مثل السرطان والأمراض القلبية الوعائية.
وتُوصف مضادات الالتهاب اللاستيرويدية لعلاج أعراض الحالات الأتية:
- التهاب المفاصل الروماتويدي
- فصال عظمي
- الاعتلال المفصلي الالتهابي (مثل: التهاب الفقار الروماتويدي، التهاب المفاصل الصدافي ومتلازمة رايتر)
- نقرس حاد
- عسر الطمث ونزيف الرحم
- ألم عظام نقيلي
- الصداع والشقيقة
- ألم تال للجراحة
- الألم الخفيف أو المتوسط بسبب الالتهاب أو جروح الأنسجة.
- تيبس العضلات وآلامهم المصاحب لمرض باركنسون
- سخونة (حمى)
- انسداد الأمعاء
- مغص كلوي
- يُعطى للمواليد الجدد عندما لا يُغلق القناة الشريانية خلال 24 ساعة من الولادة.

يُوصف الأسبرين، مضاد الالتهاب اللاستيرويدي الوحيد الذي يثبط السيكلوأكسجيناز-1 لا رجعياُ، ويؤدي أيضا لتثبيط تكدس الصفائح الدموية؛ وهذا مفيد لضبط الخثار الشرياني والوقاية من الأمراض القلبية الوعائية. يثبط الأسبرين تكدس الصفائح الدموية من خلال تثبيطه لإنزيم ثرومبوكسان أ.
وأدعت إحدى الدراسات أن تعاطي مضادات الالتهاب اللاستيرويدية (أو أي مثبط للسيكلوأكسجيناز عموماً) أثناء تدخين الحشيش يمكنه أن يقى من موت خلايا المخ الذي ينتج من التسمم برباعي هيدروجين الكينابينول. ولكن التسمم العصبي بالحشيش لا يزال محل جدل.

## الحركية الدوائية
معظم مضادات الالتهاب اللاستيرويدية أحماض ضعيفة، يتراوح (pKa) بين 3-5. يُمتصوا جيداً في المعدة والأمعاء. يرتبطوا بشدة ببروتين البلازما (أكثر من 95%) وعادة ما يكون ببروتين الألبيومين ولذلك يقارب حجم انتشارهم حجم البلازما. تستقلب معظم مضادات الالتهاب اللاستيرويدية في الكبد بالأكسدة والترافق مع المستقلابات الخاملة التي تُطرح في البول. يحدث اضطرابات استقلابية في بعض الحالات المرضية مما يؤدي لتراكمها في الجسم حتى إذا تعاطي المريض الدواء بجرعاته العادية.
عمر النصف للإيبوبروفين والديكلوفيناك قصير (2-3 ساعات) بينما يطول عمر نصف بعض مضادات الالتهاب اللاستيرويدية (خصوصاً الأوكسيكامات) ويتراوح ما بين (20-60 ساعة).
أدي التوسع في استخدام مضادات الالتهاب اللاستيرويدية إلى زيادة التعرض للأعراض الجانبية لهذه الأدوية الأمنة نسبياً. وتظهر هذه الأعراض الجانبية أكثر في المعدة (قرحة المعدة) أو في الكلية.

## الأعراض الجانبية
ويعتمد ظهور هذه الأعراض الجانبية على الجرعة، ويمكن أن تؤدي الجرعات العالية إلى قرحة ثاقبة، نزف معدي معوي علوي (وخاصة لدى كبار السنّ) وحتى إلى الموت مما يحد من استخدامها. ويعاني حوالي 10-20% من المرضى الذين يتعاطوا مضادات الالتهاب اللاستيرويدية من عسر هضم، وتؤدي تأثيرات مضادات الالتهاب اللاستيرويدية على القناة المعوية المعدية العليا إلى دخول 103.000 مريض المستشفى ووفاة 16.500 شخص في الولايات المتحدة وتمثل حوالي 43% من الحالات المرتبطة بتناول دواء في استقبال الطوارئ. كما نجد مخاطر لدى المرضى الذين يتلقّون معالجات مضادّة للتخثر anticoagulant therapy بالإضافة للمرضى الذين لديهم تاريخ مرضي بحدوث نزف بالسبيل الهضمي العلوي المتعلق باستخدام الـ NSAIDs. ويمكن تجنب العديد من هذه الحالات فقد أكدت إحدى الدراسات المتعلقة بروشتات الأطباء أنه تم الأمر بتعاطى مضادات الالتهاب اللاستيرويدية بدون داع في 42% من الروشتات.
وتتضاءل الأعراض التي تشمل عسر الهضم dyspepsia والألم البطني والانزعاج بالسبيل الهضمي والنزوف الهضمية من خلال مرافقة استخدام الـ NSAIDs مع مثبطات مضخة البروتون PPI أو حاجبات مستقبلات الهيستامين H2 أو الميزوبروسترول.
على الرغم من جودة استخدام الأسبرين في حماية القلب، فإن باقي أدوية الـ NSAIDs قد يكون لها تأثيرات عكسية على القلب تتضمن سوء حالة قصور القلب الاحتقاني CHF وحدوث ارتفاع بالضغط واحتشاء عضلة القلب MI ونقص التروية ischemia. ويرتفع خطر حدوث احتشاء عضلة القلب باستخدام مثبطات الـ COX-2 لكن لايزال السيليكوكسيب celecoxib هو الدواء الوحيد المتوفّر في الولايات المتحدة من مثبطات الـ COX-2 وهو أكثر أماناً فيما يتعلق بالتأثير على الجهاز القلبي الوعائي. يجب أن يتم إعطاء الأشخاص المصابين بأمراض قلبية وعائية معالجة بديلة للألم تسبب أقل خطورة قلبية (مثل الأسيتامينوفين والأفيونات الخفيفة) كخيار أول علاجي.
يجب ألا تستخدم أدوية الـ NSAIDs لدى مرضى تشمّع الكبد cirrhotic liver بسبب ازدياد خطر إصابتهم بالنزف والفشل الكلوي. ومع ذلك، نادراً ما تسبب أدوية الـ NSAIDs ضرراً بالكبد وفي حال حدوث أي ضرر فإنه يكون عكوس. أدوية الـ NSAIDs الأكثر قابلية لإحداث ضرر كبدي هي السولينداك sulindac والديكلوفيناك diclofinac.
ويجب التنبيه لمحاذير استخدام هذه الأدوية عند وصفها كمضادة للتخثّر أو مضادة لتكدّس الصفيحات أو مباشرة قبل العمليات.
تتضمن تأثيرات الـ NSAIDs على الجهاز العصبي المركزي التهاب السحايا العقيم aseptic meningitis والذهان psychosis والطنين tinnitus. كما أنها قد تثير أو تفاقم حالة الربو asthma. لذا يجب تجنّب الأسبرين وباقي الـ NSAIDs عند مرضى الربو وخاصة مرضى السلائل الأنفية nasal polyps أو التهاب الجيوب الناكس.
يجب تجنّب الـ NSAIDs خلال الأسابيع 6 إلى 8 الأخيرة من الحمل لمنع حدوث الحمل المطوّل بسبب تثبيط اصطناع البروستاغلاندين ومنع الانغلاق المبكر للقناة الشريانية ductus arteriosus والفعل المضاد للصفيحات الذي يسبب مضاعفات على الأم والجنين fetus. لكن تعتبر معظم الـ NSAIDs آمنة أثناء الحمل. ويسمح للمرأة المرضع أن تتناول الإيبوبروفين والاندوميتاسين والنابروكسين.

### التفاعلات الدوائية
لا يجب تعاطي مثبط سيكلوأكسجيناز-2 مع أحد مضادات الالتهاب اللاستيرويدية التقليدية (بأمر الطبيب أو من فوق الطاولة). كما يجب على المرضى الذين يتعاطون الأسبرين يومياً (لحماية القلب أو القولون من السرطان) الحذر عند تعاطي مضادات الالتهاب اللاستيرويدية الأخرى لأنها يمكن أن تمنع تأثير الأسبرين الحامي للقلب.
يجب أن يطلب الأطباء من المرضى مراقبة مستويات الكرياتينين بالدم بعد المعالجة بمضادات الالتهاب اللا ستيرويدية لدى المرضى المعرضين للإصابة بالقصور الكلوي والمرضى الذين يتناولون مثبطات الإنزيم المحوّل للأنجيوتنسين وحاجبات مستقبلات الأنجيوتنسين (Level of evidence, C حسب إجماع الدلائل).
ويجب تجنّب تزامن المعالجة بالأسبرين وبقية مضادات الالتهاب اللاستيرويدية قدر الإمكان لدى المرضى المعالجين بمضادات التخثر. حيث يتوقع أن يرتفع الـ (INR) عند الاستخدام المتزامن لكل من مضادات التخثر ومضادات الالتهاب اللاستيرويدية الأخرى. يجب أن يحافظ هؤلاء المرضى على مراقبة قيم INR وتعديل جرعة الوارفارين وتوقية السبيل الهضمي (level of evidence, C حسب المراجعات النظامية).

## الآثار السلبية
زاد الاستخدام واسع النطاق لمضادات الالتهاب اللاستيرويدية من شيوع آثارها الضارة. يزيد استخدام مضادات الالتهاب اللاستيرويدية من خطر الإصابة بمجموعة من مشاكل الجهاز الهضمي وأمراض الكلى والحوادث القلبية الوعائية الخطيرة. ومثلما هو شائع في علاج آلام ما بعد الجراحة، فهناك دليل على زيادة خطر الإصابة بمضاعفات في الكلى. لا يزال استخدامها بعد جراحات الجهاز الهضمي مثيرًا للجدل، نظرًا للأدلة المختلطة على زيادة خطر التسرب من أي مفاغرة معوية صُنّعت خلال الجراحة. 
يعاني ما يقدر بنحو 10-20% من الأشخاص الذين يتناولون مضادات الالتهاب اللاستيرويدية من عسر الهضم. في التسعينيات، ارتبطت الجرعات العالية من مضادات الالتهاب اللاستيرويدية بحوادث خطيرة على مستوى الجهاز الهضمي، بما في ذلك النزيف.
قد تتفاعل مضادات الالتهاب اللاستيرويدية، مثل جميع الأدوية، مع الأدوية الأخرى. على سبيل المثال، قد يؤدي استخدام مضادات الالتهاب اللاستيرويدية بالتزامن مع المضادات الحيوية من صنف الكوينولونات إلى زيادة خطر تأثيرات الكوينولونات السلبية على الجهاز العصبي المركزي، بما في ذلك النوبات. 
هناك جدل حول فوائد ومخاطر مضادات الالتهاب اللاستيرويدية في علاج الآلام العضلية الهيكلية المزمنة. لكل دواء ملف من المخاطر والفوائد وينبغي الموازنة بينها والنظر في المخاطر المحتملة في حال عدم استخدام العلاج وفي حال استخدام علاجات أخرى. بالنسبة للأشخاص الذين تزيد أعمارهم عن 65 عامًا، فلم يُحدد التوازن بشكل دقيق بين فوائد الأدوية المسكنة للألم مثل مضادات الالتهاب اللاستيرويدية واحتمالية حدوث آثار ضارة.
في أكتوبر عام 2020، طالبت إدارة الغذاء والدواء (الولايات المتحدة) بتحديث الملصق الدوائي على جميع الأدوية اللاستيرويدية المضادة للالتهاب ليصف مخاطر الإصابة بمشاكل كلوية عند الأجنة والتي تنتج عن التأثير الخافض للسائل السلوي الذي يسببه الدواء. يوصى باجتناب تناول الأدوية اللاستيرويدية المضادة للالتهاب عند الحوامل ابتداءً من الأسبوع 20 من الحمل.